# Aitor Bugallo
Aitor Bugallo Mondragón (Vitoria, Álava); 7 de diciembre de 1973-Durango, Vizcaya; 14 de enero de 2016) fue un ciclista profesional español profesional desde 1996 hasta 1998, siempre en el equipo Euskadi, que posteriormente pasó a llamarse Euskaltel-Euskadi.

## Palmarés
No logró victorias como profesional.

## Resultados en Grandes Vueltas y Campeonato del Mundo
Durante su carrera deportiva ha conseguido los siguientes puestos en las Grandes Vueltas y en los Campeonatos del Mundo en carretera:
| Carrera         | 1996 | 1997 | 1998 |
| --------------- | ---- | ---- | ---- |
| Giro de Italia  | -    | -    | -    |
| Tour de Francia | -    | -    | -    |
| Vuelta a España | -    | -    | -    |
| Mundial en Ruta | -    | -    | -    |

-: No participa

Ab.: Abandono

## Equipos
- Euskadi (1996-1997)
- Euskaltel-Euskadi (1998)